# 西添田站
西添田站（日语：／ Nishi-Soeda eki */?）是位於福岡縣田川郡添田町，九州旅客鐵道（JR九州）的日田彥山線車站。

## 車站構造

### 站房
建有一座以鋼筋及水泥所築成的單層站房一座，為第二代站房。站房採用洋式風格的對稱房屋設計，並且運用了弧形迴廊及希臘式圓柱的元素。入口位於中間，採用了圓柱形的設計，配以高於一層的八角錐體天井、以及沒有大門的開放式通道組合而成；正門口左側附有不顯眼的車站站牌。進站後，入口兩側各放置了一張弧形的石製候車長櫈，站房兩側各有一間偏廳，過往曾用作咖啡室及專為殘疾人士提供工作機會的「福祉作業所」「陽傘作業場」（パラソル作業場），但均已撒離，現時兩所偏廳皆為空置中。至於靠近開放式驗票口的兩側，左側為附有窗口的工作間，現時則主要用作儲物室；右側為男、女獨立式洗手間。
至於站房外的廣場右側，豎立了一座於1993年9月落成、以金屬所鑄成的藝術作品「地來」，再過一點則建有一條跨越路線的「歌唱橋」，原為用作連接至東南方的添田公民館及町音樂廳「Oak Hall」之用，但也成為了鐵道攝影的著名地點。

#### 舊站房
為一座以木搭建而成的站房。在JR九州接管後仍然存在，後來被拆去改建。

### 月台

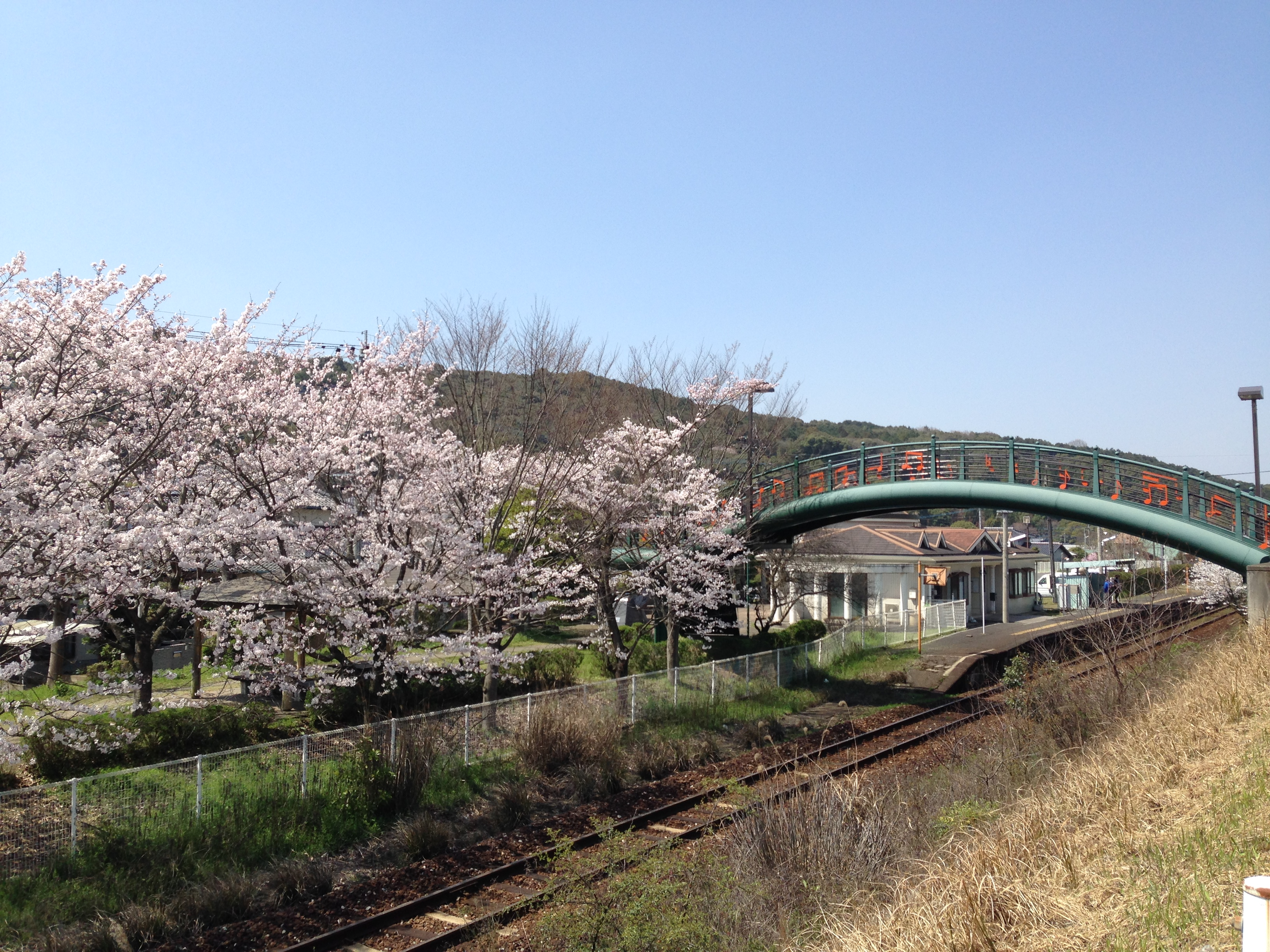
月台遠景。前方附有以音符為裝飾的行人橋為「歌唱橋」。(2014年3月)

現時配置為只有一個側式月台，長度約為120米，有效長度為6輛。然而，由於現時運行的班次中，並沒有使用超過四輛編成的列車，所以現時靠向後藤寺方向的兩節長度月台，已被欄杆所圍封。另外，月台與站房之間存有少許的高度差距，因此在通過驗票口後，右側會設有一段短小的斜道連接至月台，方便使用輪椅的乘客。
月台上的設施較為簡單，只建有一座以木板、鋼架及鐵皮所搭成的有蓋候車亭，亭內設有一張木製長櫈。
列車靠站時，往添田方向為右側上落；往後藤寺方向為左側上車。
| 路線        | 上下行 | 方向                              |
| ----------- | ------ | --------------------------------- |
| ■日田彥山線 | 上行   | 田川後藤寺、經■日豐本線往小倉方向 |
| ■日田彥山線 | 下行   | 添田方向                          |

## 歷史
- 1903年12月21日：九州鐵道川崎（現時：豐前川崎）至添田之間開通，添田站（第一代）啟用[1]。
- 1904年10月25日：添田至庄之間的貨物支線開通。
- 1907年7月1日：九州鐵道國有化[4]。
- 1942年8月1日：車站改名為西添田站[1][5]。
- 1943年7月1日：此站至庄之間的貨物支線停用。
- 1987年4月1日：隨國鐵分割民營化，車站由九州旅客鐵道（JR九州）營運[6][7][8][9]。
- 1993年5月3日：連接車站和公民館Oak Hall的跨線橋「歌唱橋」開通[5]。
- 1994年：站房重建[2]，第二代站房啟用。

## 使用狀況
《福岡縣統計年鑑》及「添田町統計網頁」均沒有本站的使用記錄。
而JR九州自2016年度起只公佈最多使用量的首300個車站，本站從未打入首300名的位置，就連最低日均使用人數超過100人也沒有達成過。
| 年度 | 一日平均乘車人次 | 參考資料   |
| 2016 | <100             | [ 統計 1 ] |
| 2017 | <100             | [ 統計 2 ] |
| 2018 | <100             | [ 統計 3 ] |
| 2019 | <100             | [ 統計 4 ] |
| 2020 | <100             | [ 統計 5 ] |
| 2021 | <100             | [ 統計 6 ] |
| 2022 | <100             | [ 統計 7 ] |
| 2023 | <100             | [ 統計 8 ] |

## 相鄰車站
九州旅客鐵道（JR九州）
■日田彥山線
■快速（上行1班） 、■普通
豐前川崎－西添田－添田

### 統計數據
1. ↑   (PDF). 九州旅客鉄道. 2017-07-31  [2017-08-01]. （原始内容 (PDF)存档于2017-08-01）.
2. ↑   (PDF). 九州旅客鉄道.   [2019-05-20]. （原始内容 (PDF)存档于2018-07-17）.
3. ↑   (PDF). 九州旅客鉄道.   [2019-07-27]. （原始内容存档 (PDF)于2019-07-12）.
4. ↑   (PDF). 九州旅客鉄道.   [2020-12-26]. （原始内容存档 (PDF)于2020-11-24）.
5. ↑   (PDF). 九州旅客鉄道.   [2021-09-15]. （原始内容存档 (PDF)于2022-02-27）.
6. ↑   (PDF). 九州旅客鉄道.   [2022-08-26]. （原始内容 (PDF)存档于2022-08-26） （日语）.
7. ↑   (PDF).   [2024-12-30]. （原始内容存档 (PDF)于2023-09-06）.
8. ↑  駅別乗車人員上位300駅（2023年度） （页面存档备份，存于），JR九州。

## 外部連結
- JR九州西添田站（日語）